# Patrice Wolf
Pour les articles homonymes, voir Wolf.
Patrice Wolf est un journaliste et chroniqueur littéraire de littérature jeunesse, ainsi qu'auteur, en parallèle de sa fonction de dirigeant d'entreprise, né à Paris le 19 octobre 1955.

## Biographie
Issu d'un milieu modeste, il a fait des études de psychologie. 

### Journalisme et développement des transports en commun
Entré à la SNCF en tant que journaliste à l'hebdomadaire La vie du rail, il fera presque toute sa carrière dans l'entreprise publique en devenant directeur d'agence Fret (1990-1994), attaché de presse à la direction de la communication (1995-1998) puis directeur de cabinet du directeur régional Centre Loire (1998-2006).  De 2007 à 2010, il dirigera Fil Bleu, régie de transports en commun tourangeaux, avant de rejoindre la direction des grands urbains du groupe Keolis (2010-2017).

### Urbanisme, arts et engagement citoyen
Patrice Wolf a été par ailleurs président du Polau, pôle Arts et Urbanisme, créé et dirigé par Maud Le Floch, de juin 2014 à juin 2018.
De 2016 à 2020, il a été membre du Conseil de développement (CODEV) de Tours Métropole Val-de-Loire et a coanimé l'atelier Débat public avec Claude Ophèle, professeur de droit à l'Université de Tours.
En avril 2024, Patrice Wolf est nommé co-président du CODEV de Tours Métropole Val de Loire pour 2 ans avec Justine Dubourg, entrepreneuse engagée et présidente de Touraine Women.

### Littérature jeunesse
Parallèlement à sa vie professionnelle, il a créé en 1981 avec le comédien Gilles Laurent l’association Astéroïde, qui milite pour la promotion de la vie culturelle pour l'enfance et la jeunesse et qu'il présidera jusqu'en 1995. 
Il a créé et co-animé avec Denis Cheissoux l’émission de radio « L’as-tu lu mon p’tit loup » sur France Inter, de 1987 à 2008. En 2017, il a fait don de 18.000 albums jeunesse, issus de son expérience de chroniqueur, à la bibliothèque municipale de Tours. Celle ci, sous l'impulsion de Bérangère Rouchon-Borie, la responsable de la section jeunesse, a créé un Centre spécialisé en littérature jeunesse qui porte le nom de Centre Patrice Wolf,,,,,.